# Смирнов, Владимир Александрович (поэт)
Влади́мир Алекса́ндрович Смирно́в (30 сентября 1937, Териберка, Ленинградская область — 27 ноября 1995, Мурманск) — советский и российский поэт и переводчик. Член Союза писателей СССР, а затем Союза писателей России. Автор слов песни «Я люблю моё Заполярье».

## Биография
В детстве жил в Умбе, Никеле, Коле, Мончегорске, Мурманске.
Публиковаться начал в 1954 году. После окончания школы в Мурманске уехал работать на Дальний Восток. Трудился на сплаве леса, а также в геологоразведочных экспедициях на реках Ангаре и Подкаменной Тунгуске, в Якутии и Хабаровском крае. Затем учился в горном техникуме в Кирове. В 1965 закончил Литературный институт им. А. М. Горького. Вернулся в Мурманск, писал о северянах, Севере и ВОВ, Терском береге, море и моряках. Проработал много лет на Мурманском областном телевидении, где вёл передачу «Край морошковый». Занимался общественной деятельностью: ратовал за возобновление празднования Дня славянской письменности и культуры, создавал в регионе писательскую организацию. Много путешествовал по области, был опытным краеведом. Выступал за сохранения природных памятников и свидетельств партизанской войны на Севере. Участвовал в археологических экспедициях, в 1988 одна из них восстановила древний лабиринт на Поное. Четыре года поэт ходил в море. В конце жизни — журналист газеты «Мурманский вестник».
Скоропостижно скончался 27 ноября 1995 года. Похоронен на городском кладбище Мурманска.
Переводил саамскую поэтессу О. В. Воронову, сделав её творчество известным на русском языке. Перевёл детские стихи и других саамских поэтов. В. А. Смирнов написал неофициальный гимн Мурманска, песню «Я люблю моё Заполярье».
Похоронен на Новом мурманском кладбище (левая сторона, место почетных захоронений).

## Награды и премии
- премия мурманского комсомола
- многократный лауреат литературного конкурса им. А. Подстаницкого
- премия администрации Мурманской области (1994)

В день рождения поэта — 30 сентября — в Мурманске ежегодно с 1996 года отмечают праздник поэзии Заполярья.

## Труды

### Поэтические
- «Таёжные маяки» (1962)
- «Жизнь которой живу» (1966)
- «Круги земли» (1971)
- «Поморье» (1974)
- «Поветерье» (1981)
- «Взводень» (1982)
- «Побережник» (1987)
- «Поклонный крест» (1993)
- «Я люблю мое Заполярье» (2008)

### Публицистические
- «Живое вокруг нас» (1985)
- «Поворотная вода» (1989)
- «Я живу на Севере» (1994)

## Память

Бюст В. А. Смирнова в Мурманске

В 1997 в Мурманске по адресу Рыбный пер., 8 установлена мемориальная доска, в 2008 открыт бюст-памятник поэту.